# Cirripectes stigmaticus
Cirripectes stigmaticus là một loài cá biển thuộc chi Cirripectes trong họ Cá mào gà. Loài này được mô tả lần đầu tiên vào năm 1953.

## Từ nguyên
Tính từ định danh stigmaticus trong tiếng Latinh có nghĩa là “dấu vết”, hàm ý đề cập đến các vệt đốm khắp cơ thể của loài cá này.

## Phân bố và môi trường sống
Từ Đông Phi, C. stigmaticus có phân bố rộng khắp khu vực Ấn Độ Dương - Thái Bình Dương, trải dài về phía đông đến quần đảo Marshall và quần đảo Samoa, ngược lên phía bắc đến tỉnh Batanes của Philippines, phía nam đến Úc và Nouvelle-Calédonie. Ở Việt Nam, C. stigmaticus được ghi nhận tại cù lao Câu (Bình Thuận).
C. stigmaticus xuất hiện ở đới mặt bằng rạn có san hô và tảo phát triển phong phú, hay trên các cụm rong san hô, giữa các san hô Acropora và Pocillopora, độ sâu đến ít nhất là 20 m.

## Mô tả
Chiều dài chuẩn lớn nhất được ghi nhận ở C. stigmaticus là 8,2 cm. Loài này có kiểu hình thay đổi tùy theo khu vực địa lý và cũng dị hình giới tính. Đầu và thân màu nâu sẫm với kiểu hình lưới màu đỏ tươi ở đầu, trở thành các đốm và vệt gợn sóng ở phía sau. Mống mắt với đồng tử bao quanh bởi vòng vàng. Những cá thể lớn có màu xanh lục đậm đến đen, cũng có các vệt đốm đỏ trên đầu và thân. Những con đực ở quần đảo Gilbert có màu sẫm hơn, sắc tố trên vây có màu nâu thay vì đỏ tươi, mống mắt gần như có màu vàng hoàn toàn.
Số gai vây lưng: 11–12; Số tia vây lưng: 14–15; Số gai vây hậu môn: 2; Số tia vây hậu môn: 14–16; Số tia vây ngực: 15; Số gai vây bụng: 1; Số tia vây bụng: 3.

## Sinh thái
Thức ăn của C. perustus là tảo. Trứng của chúng có chất kết dính, được gắn vào chất nền thông qua một tấm đế dính dạng sợi. Cá bột là dạng phiêu sinh vật, thường được tìm thấy ở vùng nước nông ven bờ.